# Roland Devedjian
Pour les articles homonymes, voir Devedjian.
Roland Devedjian, né en 1901 à Sivas et mort en 1974, est un ingénieur en fonderie d'origine arménienne.

## Biographie
Il immigre en 1919 en France, depuis Constantinople, pour fuir le génocide arménien. Il obtient son baccalauréat à Constantinople dans un lycée français, sa famille et lui étant parfaitement francophone. Plus tard, après son arrivée en France, il obtient le diplôme de l'ESCP.
En 1948, il invente un autocuiseur en fonte d'aluminium et fermeture à baïonnette, commercialisés sous le nom de Cocotte-minute. Sa société fait faillite et il la revend au Groupe SEB.
Il est le père de la personnalité politique Patrick Devedjian qui disait ceci de lui :

« Je suis le fils d'un homme qui n'était pas français, et cela m'a longtemps exaspéré. Mon père est mort apatride : il a perdu son statut de "ressortissant protégé" lorsque la France a renié le traité de Sèvres, signant avec les Turcs en 1923 l'accord de Lausanne et abandonnant les chrétiens d'Arménie à leur sort. Il en a conçu beaucoup d'amertume, lui pour qui la France était, comme pour tous les chrétiens d'Orient, "la lumière du monde". »